# Raionul Dondușeni
Raionul Dondușeni este o unitate administrativ-teritorială de nivelul II din nordul Republica Moldova, parte a Regiunii de Dezvoltare Nord. Reședința sa este orașul Dondușeni, singurul oraș din raion. Raionul are o populație de 37.856 locuitori (conform recensământului din 2014) și o suprafață totală de aproximativ 644 km².
Este un raion agricol, cu o rețea densă de localități și o infrastructură dezvoltată moderat. Cultura cerealelor, a plantelor tehnice și viticultura sunt principalele ramuri economice. Din punct de vedere demografic, raionul cunoaște un declin accentuat al populației și o rată a mortalității printre cele mai ridicate din țară.
.

## Istorie
Regiunea actualului raion Dondușeni a fost populată din cele mai vechi timpuri, fiind situată la intersecția unor importante rute comerciale și militare. În epoca medievală, teritoriul a făcut parte din Țara Moldovei, iar în secolele XVIII–XIX a fost inclus în Imperiul Țarist, după anexarea Basarabiei (1812). În perioada interbelică, a făcut parte din județul Soroca al Regatului României.
După cel de-al Doilea Război Mondial, teritoriul a fost reorganizat în cadrul RSS Moldovenești. Actualul raion Dondușeni a fost creat în forma sa modernă în 2003, prin reforma administrativă care a reintrodus raioanele ca unități de bază.

## Demografie

### Statistici vitale
Principalii indicatori demografici, 2013:
- Natalitatea: ▲440 (10 la 1.000 locuitori)
- Mortalitatea: ▼732 (16,6 la 1.000 locuitori) – cea mai înaltă rată din Republica Moldova
- Spor natural: -292

### Structura etnică (2004)
| Grup etnic | Populație | % Procentaj* |
| ---------- | --------- | ------------ |
| Moldoveni  | 37.549    | 80,85%       |
| Ucraineni  | 5.893     | 12,69%       |
| Ruși       | 2.714     | 5,84%        |
| Țigani     | 68        | 0,15%        |
| Găgăuzi    | 36        | 0,08%        |
| Bulgari    | 31        | 0,07%        |
| Alții      | 151       | 0,33%        |

## Administrație și politică
Președintele raionului Dondușeni este Valentin Cebotari (PSRM), reales în 2023.
Componența Consiliului Raional Dondușeni (27 de consilieri), ales la 5 noiembrie 2023, este următoarea:
|  | Partid                                       | Consilieri | Componență | Componență | Componență | Componență | Componență | Componență | Componență | Componență | Componență | Componență | Componență | Componență | Componență | Componență | Componență | Componență | Componență |
|  | -------------------------------------------- | ---------- | ---------- | ---------- | ---------- | ---------- | ---------- | ---------- | ---------- | ---------- | ---------- | ---------- | ---------- | ---------- | ---------- | ---------- | ---------- | ---------- | ---------- |
|  | Partidul Socialiștilor din Republica Moldova | 17         |            |            |            |            |            |            |            |            |            |            |            |            |            |            |            |            |            |
|  | Partidul Acțiune și Solidaritate             | 7          |            |            |            |            |            |            |            |            |            |            |            |            |            |            |            |            |            |
|  | Partidul Liberal Democrat din Moldova        | 2          |            |            |            |            |            |            |            |            |            |            |            |            |            |            |            |            |            |
|  | Liga Orașelor și Comunelor                   | 1          |            |            |            |            |            |            |            |            |            |            |            |            |            |            |            |            |            |

## Diviziuni administrative
Raionul Dondușeni are 30 localități: 1 oraș, 21 comune și 8 sate.
| Oraș/Comună                           | Suprafață, km2 | Populație, persoane (2014) | Localități |
| ------------------------------------- | -------------- | -------------------------- | ---------- |
| or. Dondușeni (centrul administrativ) |                | 7.101                      | 1          |
| Arionești                             | 39             | 1.291                      | 1          |
| Baraboi                               | 50,6           | 3.084                      | 1          |
| Briceni                               |                | 659                        | 1          |
| Cernoleuca                            |                | 1.572                      | 1          |
| Climăuți                              |                | 1.033                      | 1          |
| Corbu                                 |                | 1.282                      | 1          |
| Crișcăuți                             |                | 1.092                      | 1          |
| Dondușeni                             |                | 1.532                      | 1          |
| Elizavetovca                          |                | 513                        | 2          |
| Frasin                                |                | 1.706                      | 3          |
| Horodiște                             |                | 768                        | 1          |
| Moșana                                |                | 1.667                      | 2          |
| Pivniceni                             |                | 586                        | 1          |
| Plop                                  |                | 1.353                      | 1          |
| Pocrovca                              |                | 1.060                      | 1          |
| Rediul Mare                           |                | 920                        | 1          |
| Scăieni                               |                | 1.617                      | 1          |
| Sudarca                               |                | 1.753                      | 2          |
| Teleșeuca                             |                | 636                        | 2          |
| Tîrnova                               | 48,5           | 3.539                      | 3          |
| Țaul                                  | 50             | 3.092                      | 1          |

## Atracții turistice
Cea mai renumită atracție din raion este Parcul Țaul, situat în satul omonim. Este cel mai mare parc dendrologic din Republica Moldova, întins pe o suprafață de peste 46 ha, cu peste 150 de specii de arbori și arbuști. În parc se află și Conacul Pommer, construit în stil neoclasic în perioada interbelică, care a servit ca reședință de vară pentru boierul Andrei Pommer.
De asemenea, zona este cunoscută pentru peisajul său colinar și pentru tradițiile populare conservate în satele din raion, în special în comunele Baraboi, Tîrnova și Cernoleuca.

## Personalități
- Constantin Cazimir, doctor în științe și politician
- Boris Melnic (s. Briceni), academician
- Ion Dediu, academician
- Constantin Gudima, fizician
- Igor Vieru, pictor
- Ion Druță, scriitor
- Petru Zadnipru, scriitor
- Vladimir Rusu, scriitor
- Teodor Negară, cântăreț
- Nicolae Roibu, cântăreț
- Igor Rusu (Scăieni), cântăreț
- Vasile Căpățină, cântăreț
- Eliza Botezatu (s. Briceni), scriitoare
- Vitalie Rusu, actor
- Ion-Gheorghe Șvitchi, actor
- Elena Strâmbeanu, actriță
- Aurel Dănilă, medic
- Petru Belous, medic
- Valeriu Chițan, ministru
- Adriana Chiriac, deputat parlamentar
- Ion Prisăcaru (Baraboi), economist
- Vlad Ciumac, economist
- Arcadie Gherasim, jurnalist
- K.A. Bertini, poet și traducător israelian
- Gary Bertini, compozitor și dirijor israelian
- Ana Bondarenko (s. Briceni), profesor de filologie